# Aristida culionensis
Aristida culionensis är en gräsart som beskrevs av Robert Pilger och Janet Russell Perkins. 
Aristida culionensis ingår i släktet Aristida och familjen gräs. Inga underarter finns listade i Catalogue of Life.